# Filastriusz
Filastriusz (zm. przed 397; Philastrius, Philaster) – pisarz chrześcijański okresu późnego cesarstwa, święty Kościoła katolickiego, biskup Brescii. 
Istnieje bardzo niewiele wiadomości o życiu Filastriusza, brak informacji o jego dacie urodzenia, rodzinie i pochodzeniu. Głównym źródłem informacji biograficznych jest mowa pochwalna napisana przez jego ucznia i następcę, Gaudencjusza (Sermo de vita et obitu beati Filastri, XXI spośród Kazań Gaudencjusza), po śmierci Filastriusza. Filastriusz miał odbyć w swoim życiu wiele wędrówek, w czasie których zwalczał pogan oraz arian. Biskupem Brescii (Brixia) został przed 381. Nieznana jest także data śmierci, choć jest pewne, że zmarł przed 397 rokiem. (Autentyczność zachowanej osobno od innych kazań Sermo de vita et obitu beati Filastri jest zresztą kwestionowana; z pewnością nieautentyczny jest natomiast przypisywany Gaudencjuszowi utwór poetycki w strofie safickiej, także stanowiący pochwałę Filastriusza, który pochodzi z VIII wieku).
Zachowanym dziełem Filastriusza jest Diversorum haereseon liber (tj. Księga o różnych herezjach), dzieło datowane na 385-391. Tytuł utworu funkcjonuje w kilku wersjach (np. w Patrologia Latina  Liber de haeresibus), przekazanych przez różne rękopisy. Stanowi ono katalog i omówienie rozmaitych herezji: 128 chrześcijańskich i 28 żydowskich. Jego wspomnienie liturgiczne przypada na 18 lipca.